# Roússa (Évros)
Roússa (grec moderne : Ρούσσα) est une localité située dans le dème de Souflí, dans le district régional d'Évros, dans la périphérie de Macédoine-Orientale-et-Thrace, en Grèce.
La localité appartient au district municipal d'Orféas et à la communauté municipale de Mikró Dério. Selon le recensement de 2021, elle compte 383 habitants.